# Aloe parvibracteata
Aloe parvibracteata là một loài thực vật có hoa trong họ Măng tây. Loài này được Schönland mô tả khoa học đầu tiên năm 1907.

## Hình ảnh

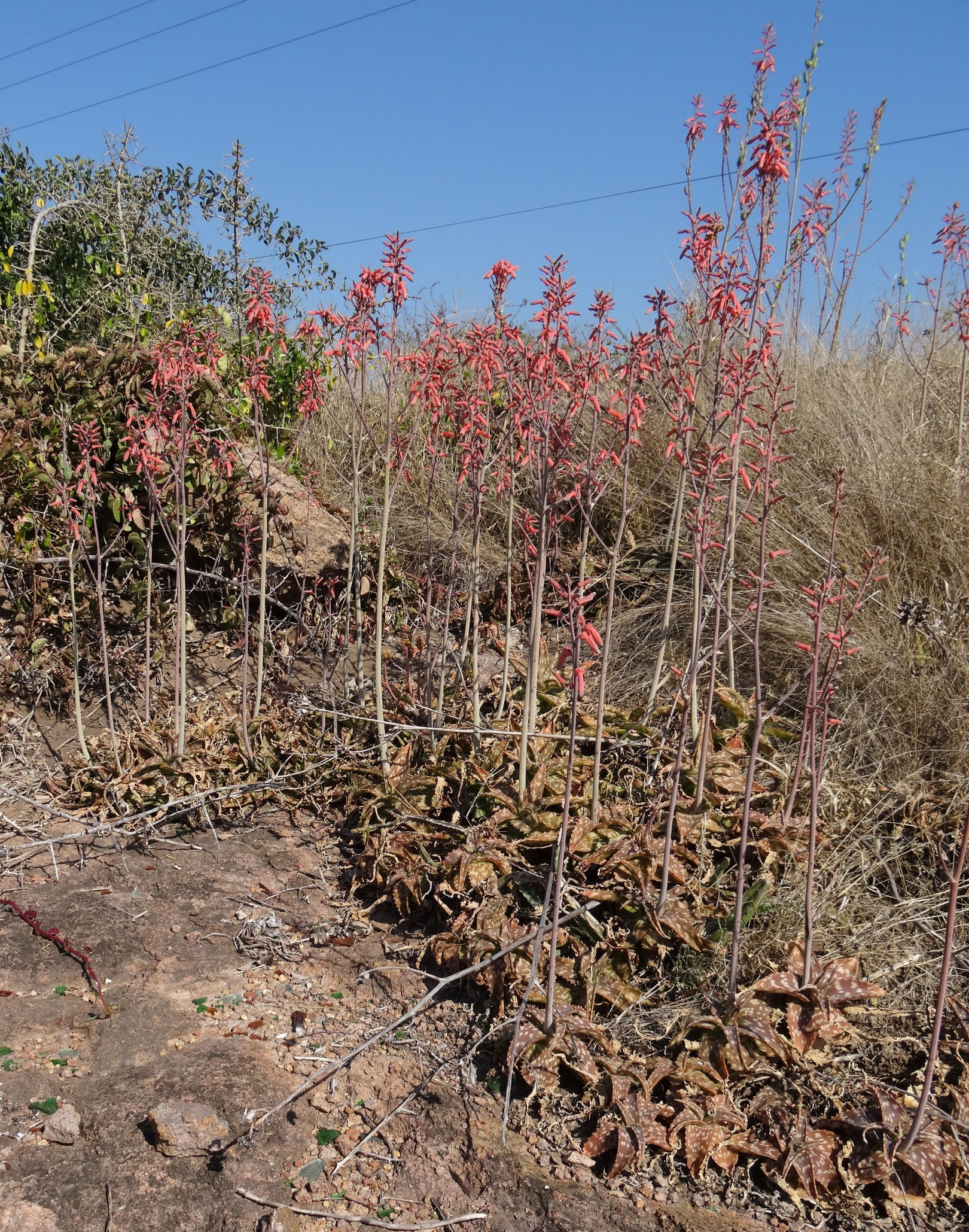
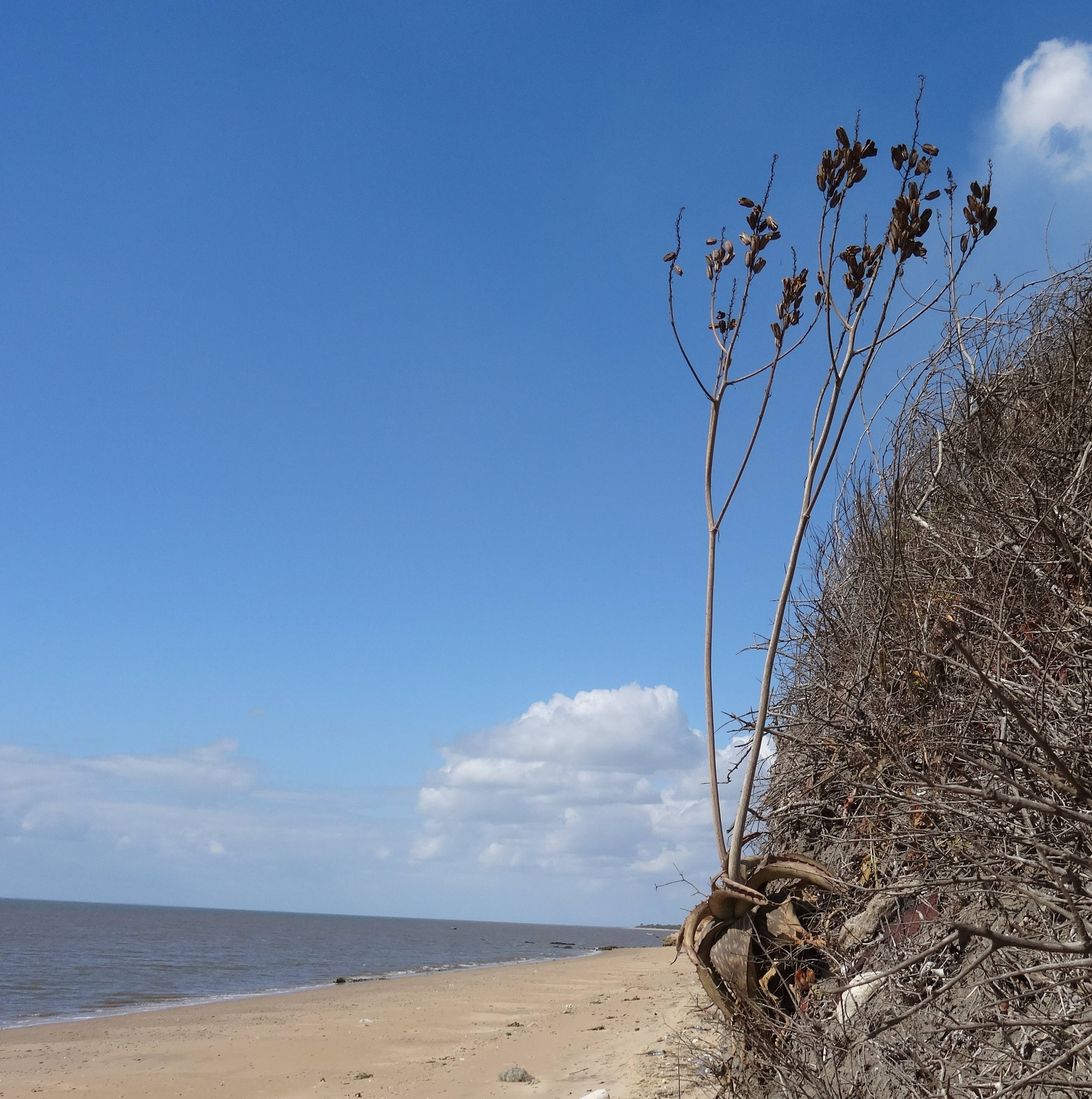
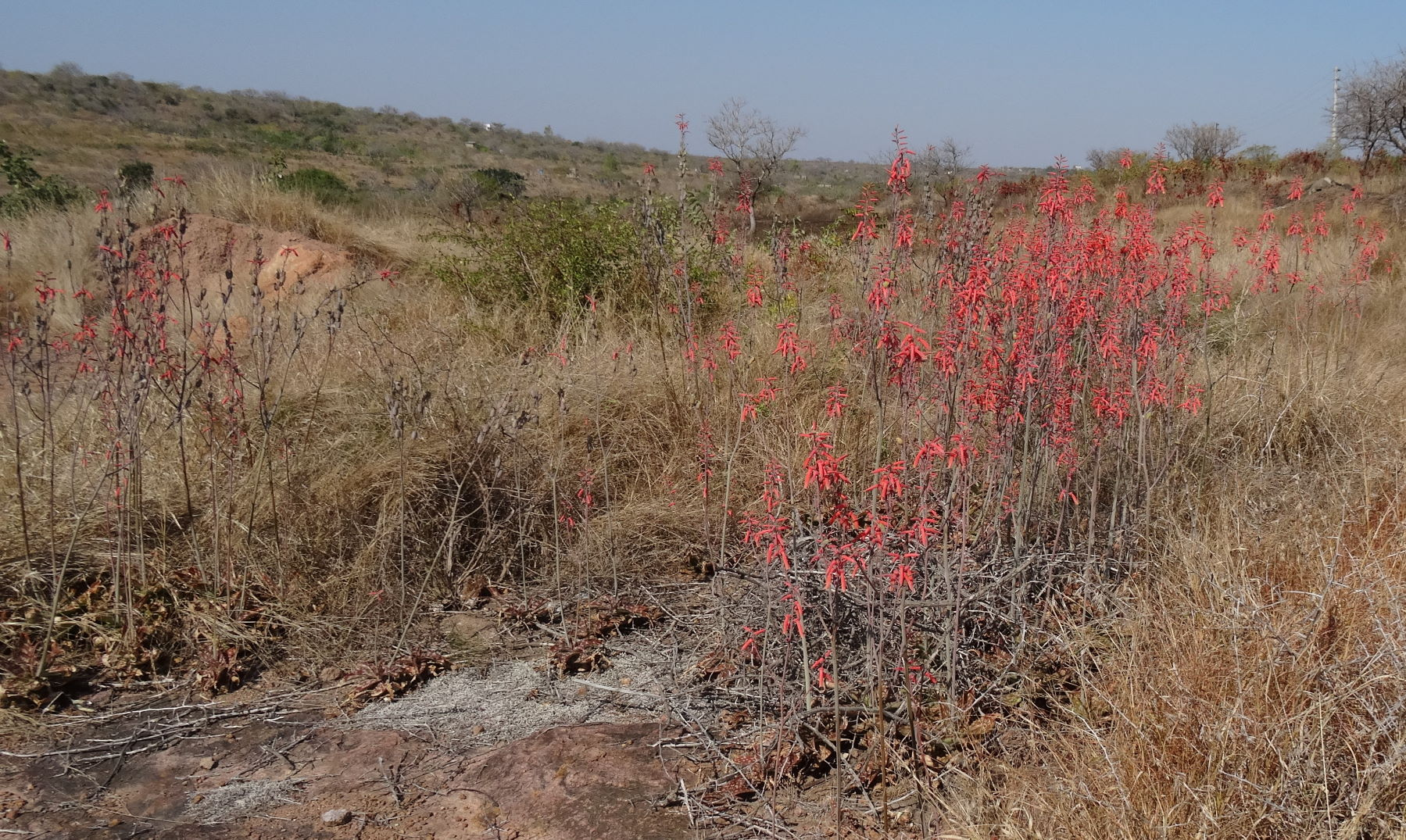
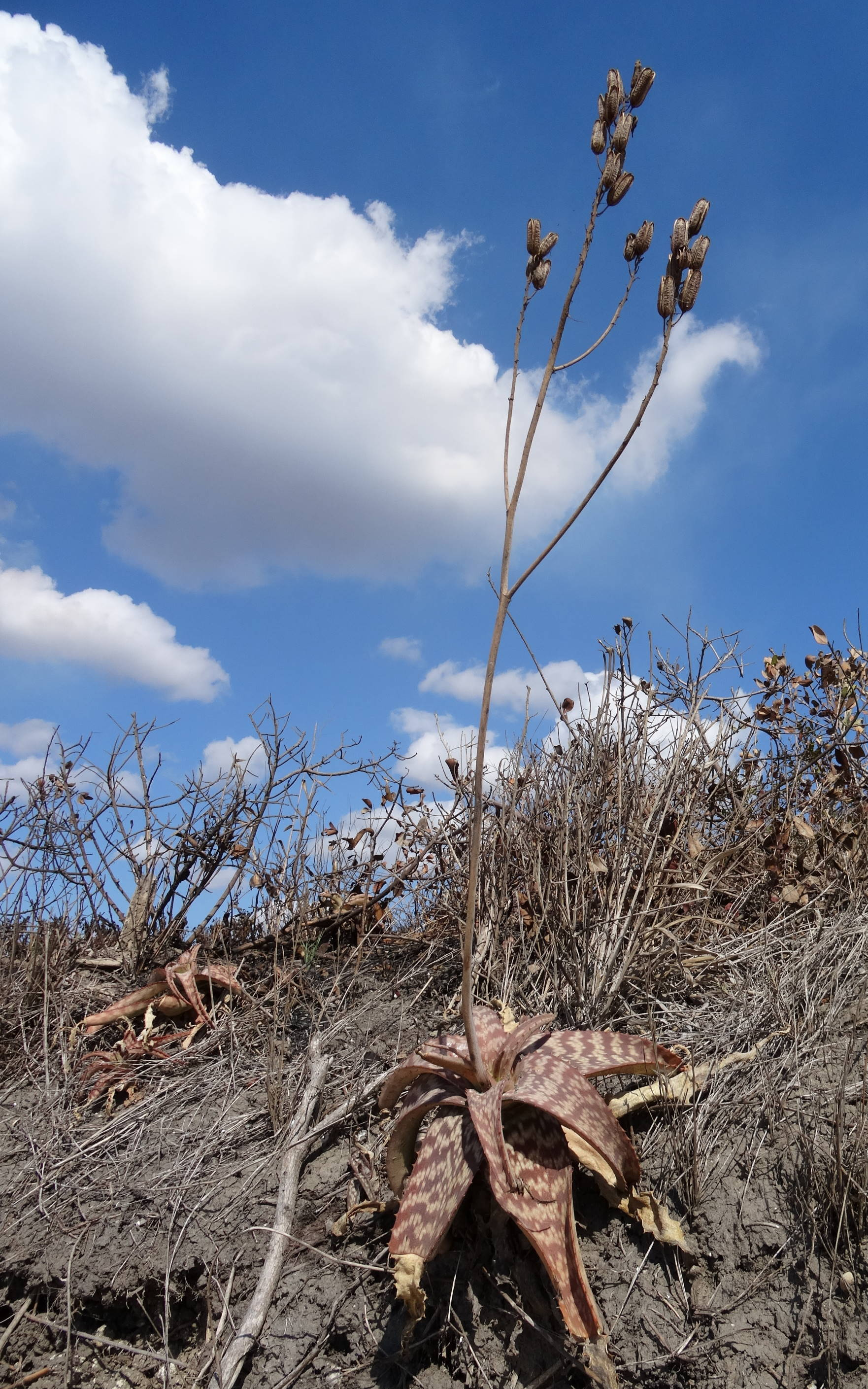